# Sébastian Birchler
Sébastian Birchler est un chef décorateur français.

## Biographie
Après des études aux Arts Décoratifs où il rejoint le collectif des ManoMano essentiellement issu de cette même école, il commence par la peinture lié à la Figuration libre avant de créer des décors pour la télévision puis le cinéma.

## Filmographie (sélection)
- 2008 : Les Hauts Murs de Christian Faure
- 2011 : Opération Casablanca de Laurent Nègre
- 2012 : Le Capital de Costa-Gavras
- 2013 : Belle et Sébastien de Nicolas Vanier
- 2014 : Timbuktu d'Abderrahmane Sissako
- 2015 : Belle et Sébastien : L'aventure continue de Christian Duguay
- 2017 : Belle et Sébastien 3 : Le Dernier Chapitre de Clovis Cornillac
- 2017 : Par instinct de Nathalie Marchak
- 2017 : L'École buissonnière de Nicolas Vanier
- 2022 : Couleurs de l’incendie de Clovis Cornillac

## Distinctions

### Nominations
- César 2015 : César des meilleurs décors pour Timbuktu
- César 2023 : César des meilleurs décors pour Couleurs de l'incendie